# Dictya umbrarum
Dictya umbrarum är en tvåvingeart som först beskrevs av Carl von Linné 1758.  Dictya umbrarum ingår i släktet Dictya och familjen kärrflugor. Arten är reproducerande i Sverige. Inga underarter finns listade i Catalogue of Life.